# Beáta Rakonczai

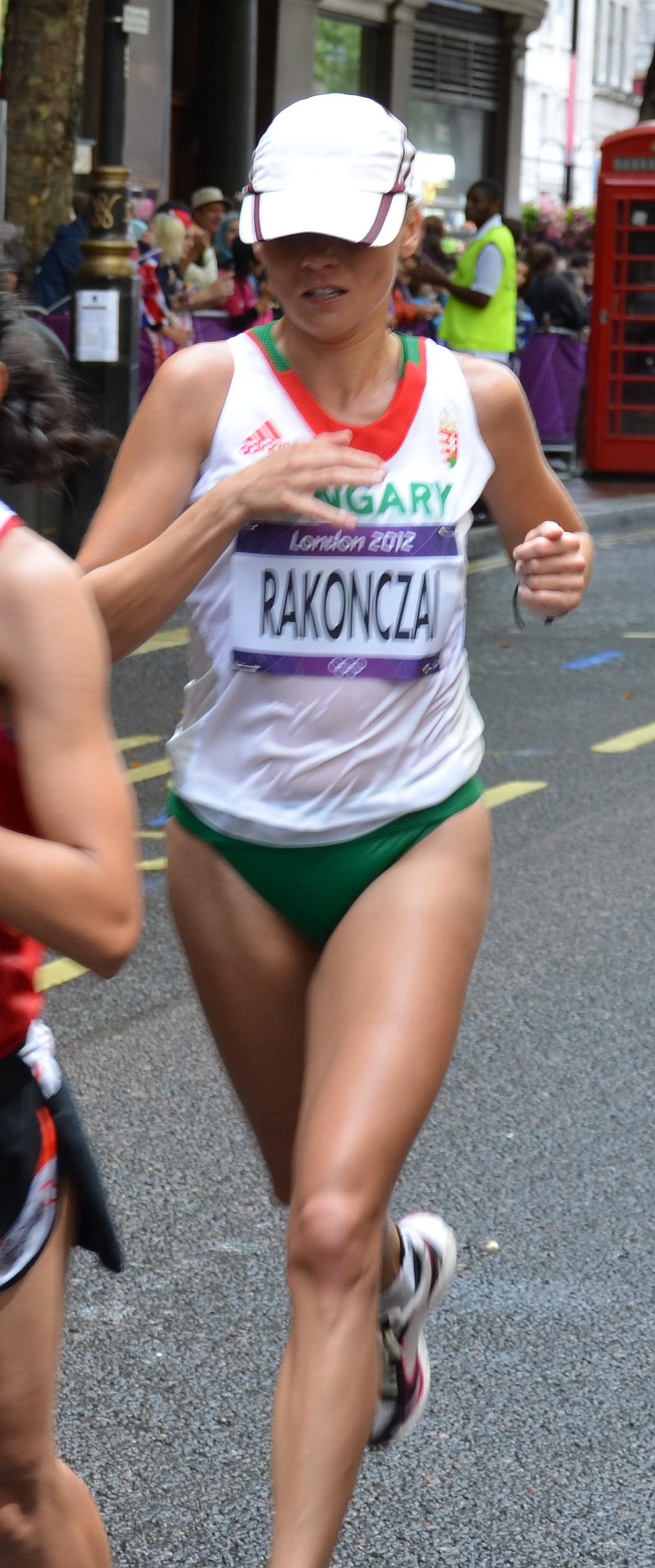
Beáta Rakonczai beim olympischen Marathon 2012

Beáta Rakonczai (* 25. Juni 1977 in Nyíregyháza) ist eine ungarische Langstreckenläuferin.
1999 und 2000 wurde sie nationale Meisterin über 10.000 m, 2001 im Crosslauf und 2008 über 5000 m.
2000 siegte sie beim Würzburger Residenzlauf. Im Jahr darauf siegte sie beim Grand Prix von Prag, kam bei den Halbmarathon-Weltmeisterschaften in Bristol auf den 26. Platz und wurde Vierte beim Zevenheuvelenloop. 2002 gewann sie den Halbmarathonbewerb des Linz-Marathons.
2003 siegte sie bei der Nacht von Borgholzhausen und stellte Streckenrekorde beim Halbmarathonbewerb des Wachau-Marathons und bei Kärnten läuft auf. Beim Portugal-Halbmarathon wurde sie Dritte und beim Amsterdam-Marathon Vierte. 2004 wurde sie nach einem sechsten Platz beim Paris-Marathon für den Marathon der Olympischen Spiele in Athen nominiert, bei dem sie auf Rang 48 einlief.
2006 wurde sie Sechste beim Great Manchester Run und belegte bei den Straßenlauf-Weltmeisterschaften in Debrecen den 24. Platz. 2007 wurde sie Zweite beim Houston-Marathon. Beim Marathon der Olympischen Spiele 2008 in Peking erreichte sie nicht das Ziel.

## Persönliche Bestzeiten
- 5000 m: 16:21,24 min, 26. Juli 2001, Nyíregyháza
- 10.000 m: 33:04,41 min, 20. Juli 2002, Budapest
- 10-km-Straßenlauf: 31:41 min, 21. Mai 2006, Manchester (ungarischer Rekord)
- Halbmarathon: 1:09:45 h, 14. September 2003, Krems an der Donau
- Marathon: 2:29:54 h, 19. Oktober 2003, Amsterdam